# Altkirch de Reichshoffen
L'Altkirch, dont seul subsiste une tour de l'église dite Heidenkirche, est un monument historique situé à Reichshoffen, dans le département français du Bas-Rhin. Ancienne église romane, restaurée avec une nef gothique, elle est inscrite sur l'Inventaire supplémentaire des monuments historiques depuis 1990. Elle a fait l'objet d'une rénovation en 2014.
L'Altkirch est souvent assimilée à la "léproserie de Reichshoffen" : lorsque la mention d'une léproserie a été trouvée dans les textes, la coutume l'a associée à l'Altkirch en dehors de toute méthodologie historique. Bernard Rombourg, 1er président de la SHARE, a localisé l'ancienne léproserie au sud du ban communal, grâce à des cartes anciennes et la référence « Gutleuthaus » encore perpétrée dans le cadastre napoléonien.

## Localisation
Ce bâtiment est situé bei der alten Kirche à Reichshoffen, rue des Près.

## Historique

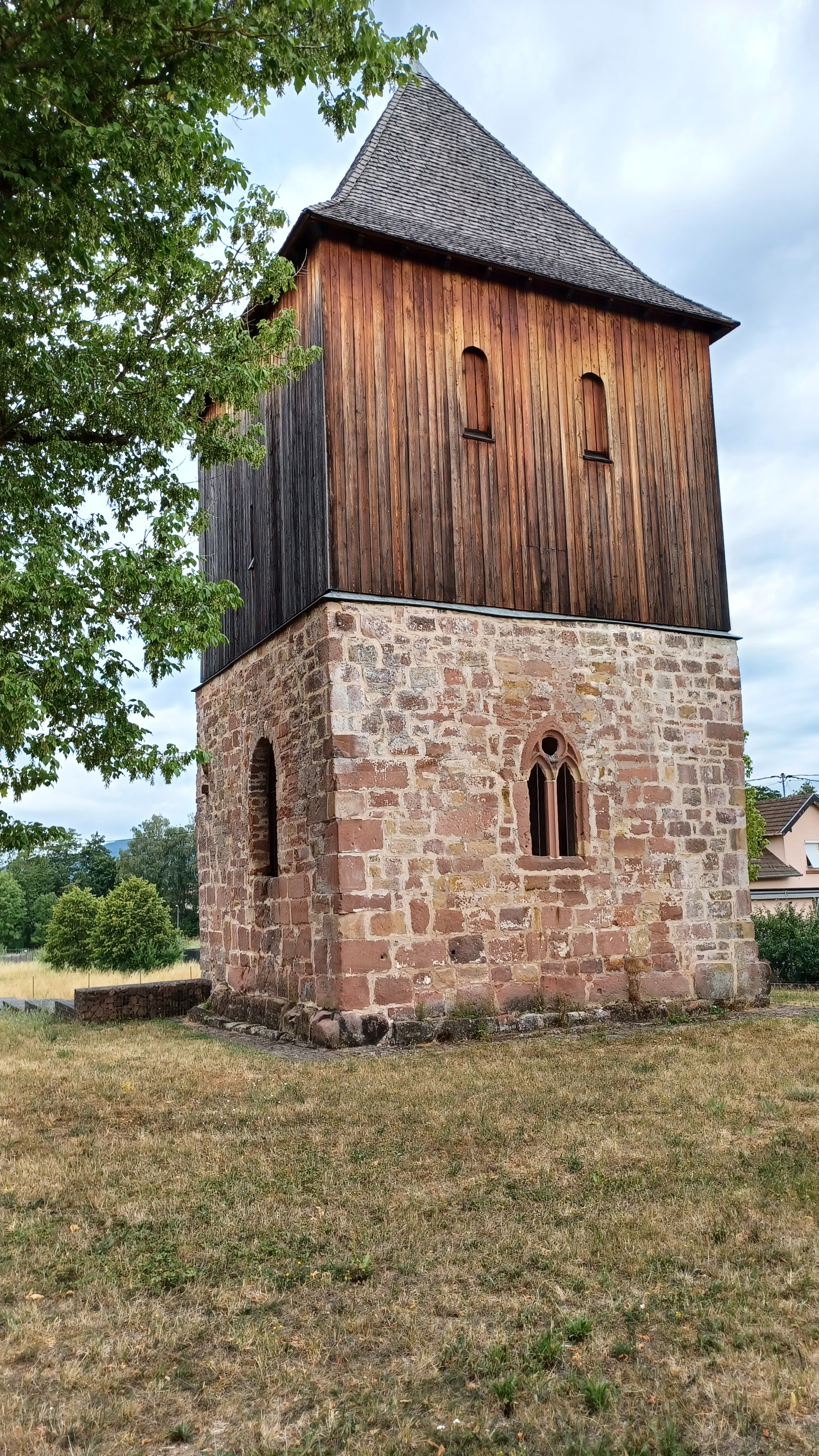
L'Altkirch.

Bâti sur une butte, l'Altkirch est un site médiéval à vocation religieuse. L'édifice fait l'objet d'une inscription au titre des monuments historiques depuis 1990.

### Présence de stèles romaines
Reichshoffen s'est développée sous l'époque romaine, comme le montrent les nombreuses découvertes archéologiques recensées dans le Musée Historique et Industriel de Reichshoffen. Le site de l'Altkirch était probablement occupé sous l'époque romaine. En effet, des traces de centuries romaines (parcelles du cadastre romain) ont pu être retrouvées dans le parcellaire actuel (cadastre actuel), notamment au niveau de l'Altkirch.
D'un point de vue religieux, les découvertes archéologiques font état d'un culte très présent à Mercure. De nombreuses stèles au dieu Mercure ont en effet été retrouvées sur le territoire. Un bas-relief représentant Mercure a été réutilisé et intégré dans la maçonnerie du chœur de l'église (il est présent sur le mur côté droit, en dessous de la fenêtre). L'historien Jean-Daniel Schoepflin (1694-1771), auteur de l'Alsatia Illustrata (1751), écrit qu'il a fait retirer de l'Altkirch en 1742 deux bas-reliefs dédiés à Mercure, trouvés dans les ruines de la chapelle. Les stèles sont conservées au musée archéologique de Strasbourg, l'une d'elles a été retirée et donnée à la bibliothèque de Strasbourg en 1826 : elle a été détruite pendant le bombardement de 1870. L'autre est toujours conservée au musée archéologique de Strasbourg. Cependant, toutes deux ont été dessinées dans l'Alsatia Illustrata. Enfin, en 1826, une troisième stèle, également dédiée à Mercure, a été trouvée à l'Altkirch, à quelques mètres de la "vieille tour". Elle est conservée au musée archéologique de Strasbourg. Une copie se trouve au musée de Reichshoffen.

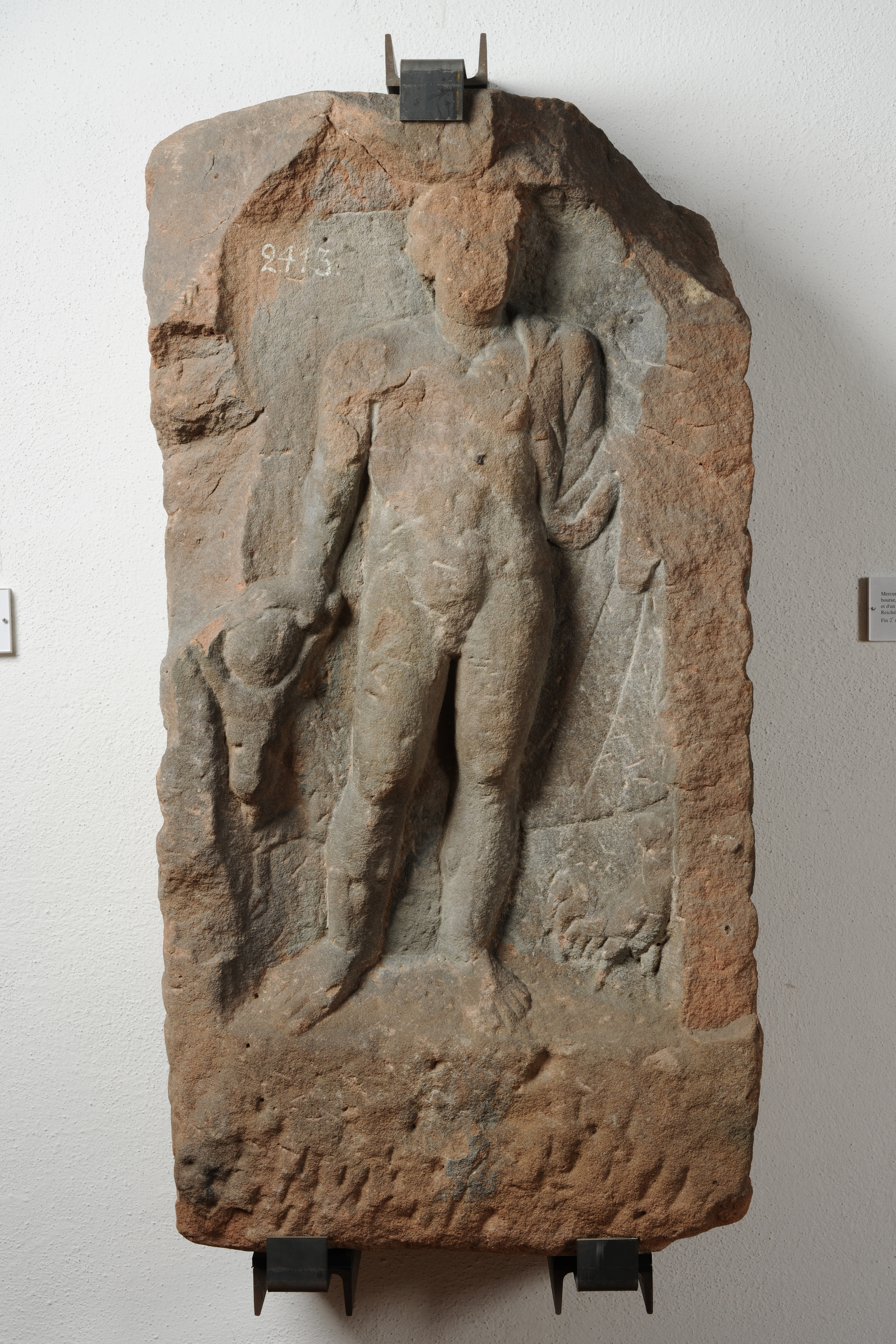
Stèle représentant Mercure, extraite de l'Altkirch en 1742

Ces découvertes dans et autour de l'Altkirch permettent d'émettre l'hypothèse que l'Altkirch a été construite sur un ancien temple romain dédié à Mercure, pratique courante au début de la chrétienté. La chapelle est située sur un promontoire, qui constitue un lieu de choix pour l'implantation d'un temple païen. Le patronage de l'église paroissiale, Saint-Michel, repris de l'ancienne église (Altkirch) était souvent donné aux anciens lieux de culte païens. Cependant, aucun vestige archéologique ne permet de confirmer cette hypothèse, qui reste donc une pure supposition.

### Une chapelle romane auXesiècle
La première trace historique dont nous disposons pour l'Altkirch (comme pour la ville de Reichshoffen d'ailleurs) date de 994 : l'Empereur du Saint Empire, Otton III, fait donation d'une chapelle ("capella in Richeneshoven") et des terres environnantes à l'abbaye de Seltz (la fondatrice de l'abbaye, Adelaïde, était la grand-mère d'Otton III). La chapelle avait alors sans doute une fonction funéraire.

### Reconstruction auXIIIesiècle
Au temps d'Otton III, le village de Reichshoffen se trouvait autour de l'Altkirch. La construction d'un château médiéval, au XIIIe siècle, incite les paysans à s'installer autour du château pour y trouver la protection, ce qui entraîne l'abandon progressif du village de l'Altkirch. Cependant, l'abbaye de Sturzelbronn, qui possède les terres de l'Altkirch, souhaite continuer à percevoir la dîme et nommer le curé (droit de patronage). Elle décide donc de marquer ses droits en faisant reconstruire l'Altkirch en style gothique. Cette reconstruction, d'un intérêt principalement politique, se fait à petit prix : l'église est construite avec des pierres de récupérations (stèles gallo-romaines, mais aussi fenêtre monolithe côté nord qui serait un réemploi).
Les vestiges visibles aujourd'hui datent donc du XIIIe siècle, où la chapelle romane fut reconstruite en style gothique. Des sondages archéologiques effectués en 2011 ont mis au jour des sépultures du Moyen-Âge (XIIIe siècle), associées au bâtiment. Ce cimetière était entouré d'un mur épais (1,4m d'épaisseur) : il s'agissait donc sans doute d'un cimetière fortifié, comme il était d'usage d'en faire à l'époque en Alsace. Un fossé complétait le système défensif, qui ne disparut qu'en 1990. Le cimetière fut probablement utilisé jusqu'au XVIIe siècle.
L'édifice disposait sans doute d'une nef, dessinée sur un plan de la ville de Reichshoffen du XVIIe siècle, conservé aux archives du château de Vincennes. Au XVe siècle, un étage est construit au-dessus du chœur. À cette époque, l'église servait encore probablement d'église paroissiale, bien qu'elle soit située en dehors des murs de la ville (les habitations se concentraient autour de l'actuel château de Dietrich).
L'Altkirch est progressivement abandonnée : d'une part, la paroisse est transférée dans l'actuelle église Saint-Michel, construite à l'intérieur de l'enceinte fortifiée. D'autre part, la guerre de Trente Ans a fait des ravages considérables dans la région, qui ont entraîné un abandon de certains sites. Jean-Daniel Schoepflin, historien et auteur de l'Alsatia Illustrata, décrit en 1742 les décombres de la nef, témoignant ainsi de l'existence de cette nef comme de son abandon au courant du XVIIe siècle.

## Architecture
Le chœur est carré, avec des ouvertures gothiques, bâties à l'aide de pierres de récupérations (stèles romaines, fenêtres...).
L'Altkirch a fait l'objet d'une restauration en 2014 par la Société d'Histoire et d'Archéologie de Reichshoffen et Environs (SHARE). Le chœur avait autrefois deux étages, comme on peut le voir par exemple sur le dessin d'Arntz en 1897. Il n'en subsiste aujourd'hui plus qu'un. Pour représenter le clocher dans sa hauteur initiale, la SHARE a souhaité reconstituer cet étage et a surélevé le chœur d'un étage de bois.
L'ancienne nef a été matérialisée par des gabions. Les fouilles archéologiques de 2011 n'ont pas permis de retrouver les fondations de la nef, qui a été reconstituée telle qu'on l'imagine dans les descriptions de Jean-Daniel Schoepflin et le dessin de l'Altkirch sur le plan de la ville, datant du XVIIe siècle.
Les délimitations du mur d'enceinte, retrouvées lors des fouilles archéologiques de 2011, ont été matérialisées par un muret.
L'Altkirch est construite sur un tertre édifié par les hommes, qui ont rehaussé la première terrasse alluviale de rive gauche du Schwarzbach.